# غوستافو فيلارويل
غوستافو فيلارويل (بالإسبانية: Gustavo Villarruel)‏ (2 أبريل 1992 في الأرجنتين - ) هو لاعب كرة قدم أرجنتيني في مركز الهجوم. لعب مع نادي أتليتيكو كولون.

## وصلات خارجية
- غوستافو فيلارويل على موقع قاعدة بيانات كرة القدم.إي يو (الإنجليزية)
- غوستافو فيلارويل على موقع Soccerway.com (الإنجليزية)